# Redaktionsversehen
Als Redaktionsversehen wird von der Rechtsprechung und rechtswissenschaftlichen Literatur ein fehlerhafter Wortlaut einer Norm bezeichnet, der dazu führt, dass die Norm abweichend vom Wortlaut angewendet werden muss.
Solche Redaktionsversehen tauchen regelmäßig auf und werden teilweise vom Gesetzgeber umgehend korrigiert (siehe z. B. in Deutschland das Signaturgesetz oder De-Mail-Gesetz), aber teilweise auch über Jahrzehnte unverändert gelassen (siehe z. B. in Deutschland das Problem der Vergütung des Geschäftsführers bei berechtigter Geschäftsführung ohne Auftrag in § 683 Satz 1 BGB).

## Situation in Deutschland
Die Bezeichnung wurde erstmals vom Bundesarbeitsgericht verwendet und später vom Bundesverwaltungsgericht und den anderen Gerichten übernommen. Seitdem gibt es eine Vielzahl von Einzelfällen und Urteilen in allen Rechtsgebieten, die sich mit Redaktionsversehen beschäftigen.
Ebenso werden auch bei Tarifverträgen oder privatrechtlichen Vereinbarungen Redaktionsversehen angenommen.